# Katsushika
Katsushika (葛飾区, Katsushika-ku) is een van de 23 speciale wijken van Tokio. Katsushika heeft het statuut van stad en noemt zich in het  Engels ook  Katsushika City. In 2008 had de wijk  429289 inwoners.  De bevolkingsdichtheid bedroeg 12600 inw./km².  De oppervlakte van de wijk is 34,84 km².

## Geografie
Katsushika ligt in het oosten van Tokio. De wijk ligt vrij laag boven zeeniveau. 
Katsuhika grenst aan drie andere speciale wijken: Adachi, Edogawa, en Sumida. Enkele grote rivieren in Katsushika zijn de Edogawa, Arakawa en Ayasegawa.
Katsushika is zelf onderverdeeld in de volgende districten:
- Aoto
- Higashi Horikiri
- Higashi Kanamachi
- Higashi Mizumoto
- Higashi Shin-koiwa
- Higashi Tateishi
- Higashi Yotsugi
- Horikiri
- Hosoda
- Kamakura
- Kameari
- Kanamachi
- Kosuge
- Minami Mizumoto
- Mizumoto
- Mizumoto Koen
- Niijuku
- Nishi Kameari
- Nishi Mizumoto
- Nishi Shin-koiwa
- Ohanajaya
- Okudo
- Shibamata
- Shinkoiwa
- Shiratori
- Takaramachi
- Takasago
- Tateishi
- Yotsugi

Katsushika is een zusterwijk van het district Fengtai van de Chinese hoofdstad Peking en Floridsdorf in de Oostenrijke hoofdstad Wenen.

## Geschiedenis
Op 1 oktober 1932 werden zeven dorpen in het district Katshushika samengevoegd tot onderdeel van het oude Tokio. Op 15 maart 1947 werd Katushika officieel een speciale wijk.

## Infrastructuur
De Nichiren-boeddhistische tempel Shibamata Taishaku-ten ligt in Katsushika.
Tevens bevindt zich in Katsushika een gevangenis, het Tokyo Detention House. Deze bevat een van de zeven executiekamers die Japan nog telt.

## In media
De filmreeks Otoko wa Tsurai yo, met in de hoofdrol  Kiyoshi Atsumi, speelt zich af in Katsushika. Ook de mangaserie Kochira Katsushika-ku Kameari Kōen-mae Hashutsujo speelt zich af in de wijk.
Andere werken die zich afspelen in Katsushika zijn de televisieserie Kamen Rider Hibiki en de film Long Vacation. 